# Nadzorca sądowy
Nadzorca sądowy – organ postępowania restrukturyzacyjnego ustanawiany przez sąd  wyłącznie spośród przedsiębiorców będących osobą fizyczną wykonujących zawód doradcy restrukturyzacyjnego, oraz spółek prawa handlowego, w których doradcami restrukturyzacyjnymi są wspólnicy ponoszący odpowiedzialność za zobowiązania spółki bez ograniczenia całym swoim majątkiem, albo członkowie zarządu reprezentujący spółkę. Osoba działająca w roli nadzorcy sądowego jest funkcjonariuszem publicznym.

## Kwalifikacje do pełnienia funkcji
Nadzorcą sądowym może być osoba fizyczna posiadająca licencję doradcy restrukturyzacyjnego bądź spółka prawa handlowego, której wspólnicy ponoszący odpowiedzialność za zobowiązania spółki bez ograniczenia całym swoim majątkiem albo członkowie zarządu reprezentujący spółkę posiadają taką licencję.
Nie może być nadzorcą sądowym osoba, która:
- jest wierzycielem lub dłużnikiem upadłego lub przedsiębiorcy, małżonkiem, wstępnym, zstępnym, rodzeństwem, powinowatym upadłego lub jego wierzyciela w tej samej linii czy stopniu, osobą pozostającą z nim w stosunku przysposobienia lub małżonkiem tej osoby albo osobą pozostającą z upadłym w faktycznym związku, wspólnie z nim zamieszkującą i gospodarującą
- lub była zatrudniona przez dłużnika na podstawie stosunku pracy albo wykonywała pracę lub świadczyła usługi na rzecz dłużnika na podstawie innego stosunku prawnego, z wyjątkiem wykonywania na rzecz dłużnika czynności doradztwa restrukturyzacyjnego, o których mowa w ustawie o licencji doradcy restrukturyzacyjnego
- lub była członkiem organu, prokurentem lub pełnomocnikiem dłużnika albo jest lub w okresie dwóch lat przed dniem złożenia wniosku restrukturyzacyjnego była wspólnikiem albo akcjonariuszem dłużnika posiadającym udziały albo akcje w wysokości wyższej niż 5% kapitału zakładowego dłużnika lub wierzyciela
- lub była spółką powiązaną z dłużnikiem lub jest lub była członkiem organu, prokurentem lub pełnomocnikiem takiej spółki albo jest lub w okresie dwóch lat przed dniem złożenia wniosku restrukturyzacyjnego była wspólnikiem albo akcjonariuszem posiadającym udziały albo akcje w wysokości wyższej niż 5% kapitału zakładowego spółki powiązanej z dłużnikiem[1].

## Historia (do 31 grudnia 2015)

### W postępowaniu upadłościowym
W postępowaniu upadłościowym z możliwością zawarcia układu nadzorca sądowy - w odróżnieniu od syndyka - nie zarządzał majątkiem upadłego, ale kontrolował przedsiębiorstwo upadłego i podejmowane przez niego czynności. Nadzorca pełnił swoje obowiązki od momentu ogłoszenia upadłości z możliwością zawarcia układu do czasu odwołania go przez sąd, prawomocnego zatwierdzenia układu, lub zakończenia postępowania upadłościowego w inny sposób. W sprawach dotyczących masy upadłości nadzorca sądowy był zastępcą pośrednim, wykonującym czynności w imieniu własnym, ale na rachunek upadłego. 
Do zadań nadzorcy sądowego w postępowaniu upadłościowym z możliwością zawarcia układu należało: 
- ustalanie składu masy upadłości;
- składanie propozycji układowych;
- uczestnictwo z mocy prawa w postępowaniach sądowych i administracyjnych dotyczących masy upadłości;
- składanie sędziemu-komisarzowi sprawozdań z czynności i sprawozdań rachunkowych nie rzadziej niż co trzy miesiące;
- uczestnictwo w zgromadzeniu wierzycieli;
- zwoływanie rady wierzycieli, jeżeli powołano ją w postępowaniu;
- sporządzanie, uzupełnianie i przekazywanie sędziemu-komisarzowi listy wierzytelności;
- ocena stanu przedsiębiorstwa i opiniowanie możliwości wykonania układu przed głosowaniem nad przyjęciem układu.

### W postępowaniu naprawczym
Do nadzorcy sądowego w postępowaniu naprawczym stosowało się odpowiednio przepisy dotyczące nadzorcy sądowego w postępowaniu upadłościowym z możliwością zawarcia układu. Jego czynności ograniczone były do uprawnień nadzorczych. W postępowaniu naprawczym, po wyznaczeniu przez sąd nadzorcy sądowego, przedsiębiorca niezwłocznie zawierał z nadzorcą umowę zlecenia o wykonywanie czynności nadzorcy sądowego i wypłacał mu miesięcznie wynagrodzenie w wysokości podwójnego przeciętnego miesięcznego wynagrodzenia w sektorze przedsiębiorstw bez wypłat nagród z zysku w czwartym kwartale roku poprzedniego, ogłoszonego przez Prezesa Głównego Urzędu Statystycznego.